# Arthur George Klein
Arthur George Klein (ur. 8 sierpnia 1904 w Nowym Jorku, zm. 20 lutego 1968 tamże) – amerykański polityk, deputowany do Izby Reprezentantów Stanów Zjednoczonych ze stanu Nowy Jork.
Klein uczęszczał do szkół publicznych i Washington Square College of New York University w Nowym Jorku. W roku 1926 ukończył prawo na New York University i w 1927 r. rozpoczął praktykę w Nowym Jorku. Między rokiem 1935 a 1941 był związany z amerykańską Komisją Papierów Wartościowych i Giełd w Waszyngtonie i Nowym Jorku.
29 lipca 1941 został wybrany jako przedstawiciel Demokratów w Izbie Reprezentantów w celu wypełnienia wakatu spowodowanego śmiercią M. Michaela Edelsteina i sprawował to stanowisko do 3 stycznia 1945 r. 19 lutego 1946 r. ponownie objął tę funkcję po dymisji Samuela Dicksteina i sprawował ją aż do swojej dymisji w r. 1956 (31 grudnia).
Od 1 stycznia 1957 r. zasiadał w Sądzie Najwyższym w Nowym Jorku, funkcję tę sprawował aż do swojej śmierci. Pochowany został na  cmentarzu na górze Moria, Fairview, New Jersey.